# La Fresnaye-sur-Chédouet
La Fresnaye-sur-Chédouet ist eine Commune déléguée in der französischen Gemeinde Villeneuve-en-Perseigne mit 930 Einwohnern (Stand: 1. Januar 2022) im Département Sarthe in der Region Pays de la Loire. Die Einwohner werden Fresnayons genannt.
Zum 1. Januar 2015 wurde La Fresnaye-sur-Chédouet mit den Gemeinden Chassé, Lignières-la-Carelle, Montigny, Roullée und Saint-Rigomer-des-Bois zur neuen Gemeinde (Commune nouvelle) Villeneuve-en-Perseigne zusammengelegt. Die Gemeinde gehörte zum Arrondissement Mamers und zum Kanton Mamers (bis 2015: Kanton La Fresnaye-sur-Chédouet).

## Geographie
La Fresnaye-sur-Chédouet liegt etwa 49 Kilometer nördlich von Le Mans und etwa zwölf Kilometer ostnordöstlich von Alençon. 

## Bevölkerungsentwicklung
| Jahr                      | 1962 | 1968 | 1975 | 1982 | 1990 | 1999 | 2006 | 2012 |
| Einwohner                 | 849  | 764  | 783  | 861  | 839  | 845  | 900  | 939  |
| Quelle: Cassini und INSEE |      |      |      |      |      |      |      |      |

## Sehenswürdigkeiten
- Kirche Saint-Georges
- Museum La Belle Échappée
- Schloss Courtillole, Ende des 17. Jahrhunderts erbaut